# Седых, Семён Николаевич
Семён Никола́евич Седы́х (26 декабря 1893, Пермь, Российская империя  – 11 ноября 1936) — советский партийный и хозяйственный деятель, ректор Пермского университета (1924–1927).

## Биография
Родился в семье титулярного советника (позднее статского советника), бухгалтера губернского акцизного управления Николая Павловича Седых и его жены Елены Михайловны (в 1916 году, Н. П. Седых работал в комиссии по созданию  в Перми первого на Урале университета).
В 1912 году с золотой медалью окончил мужскую гимназию и поступил в Московский государственный университет, стал специализироваться по антропологии. Его научные интересы формировались под влиянием известного антрополога, географа, этнографа академика Д. Н. Анучина. Под его руководством он участвовал во многих практических исследованиях, в том числе в изучении живших на реке Вишере вогулов. В 1917 году окончил университет, вернулся в Пермь, вступил в РСДРП(б).
16 декабря 1917 года участвовал в работе I-го губернского съезда Советов, на котором была установлена советская власть в Перми. На съезде он был избран членом губернского исполкома, а в январе 1918 года назначен заведующим финансовым отделом.
В декабре 1918 года избирается заместителем председателя Пермского губернского исполкома.
24 декабря 1918 года он, председатель губисполкома и бухгалтер финотдела последними покинули город за несколько часов до вступления в него войск Колчака. В Вятке им пришлось держать ответ перед комиссией ЦК РКП (б) и Совета обороны, расследовавшей причины сдачи Перми.
Вернувшись в Пермь после её освобождения летом 1919 года, С. Седых продолжает работать на тех же должностях. Вскоре его утверждают членом губернского реввоенкомитета, членом Президиума губсовнархоза, делегатом от которого в 1920 году он участвовал в 1-м Всероссийском съезде совнархозов, встречался на нём с В. И. Лениным. Возглавляя финансовый отдел губисполкома, он налаживал хозяйственную жизнь губернии в условиях НЭПа.
Летом 1921 года С. Н. Седых избирают в Пермский губернский комитет РКП(б) и заведующим агитационно-пропагандистским отделом губкома, а в марте 1922 г. — членом Президиума губкома партии. Он много ездит по губернии, выступает перед разными слоями населения, редактирует журнал «Пролетарий», начинает преподавать историю партии и основы ленинизма в Пермском университете.
С марта 1922 — член правления Пермского университета, заведующий хозяйственной частью (проректор).
17 декабря 1924 года Главпрофобр Наркомпроса утвердил новый состав правления университета, председателем и ректором которого был назначен С. Н. Седых, преподаватель истории РКП (б) и основ ленинизма.
Будучи ректором Пермского университета, проводил работу по пролетаризации студенчества. С 1924 по 1926 гг. число коммунистов в университете увеличилось с 3 до 145 человек и число студентов-выходцев из рабочих и крестьян стало более 50 %.
Работал в Институте антропологии и этнографии АН СССР, затем заместителем председателя Комиссии по управлению Ленинградским филиалом АН СССР.
23 марта 1936 г. С. Седых был арестован в Ленинграде, а 11 октября 1936 г. Военной коллегией Верховного суда СССР приговорен к высшей мере наказания.
Дело по обвинению Седых Семена Николаевича пересмотрено Военной коллегией Верховного суда СССР 29 октября 1957 года. Приговор "по вновь открывшимся обстоятельствам отменён, и дело за отсутствием состава преступления прекращено.
В 1957 году С. Н. Седых был посмертно реабилитирован и позднее восстановлен в КПСС.

## Память
В краеведческом музее Перми имеется экспозиция С. Н. Седых.